# Caponiidae
Caponiidae là một họ nhện gồm 84 loài được xếp vào 15 chi.

## Phân bố
Các loài trong họ này phân bố ở châu Mỹ, châu Phi và Iran.